# لکه قهوه‌ای سوخته غلات
لکه قهوه‌ای سوخته غلات (نام علمی: Cochliobolus sativus) نام یک گونه از رده دوثیدئومیستس است.